# Palais Lobkowitz (Wien)

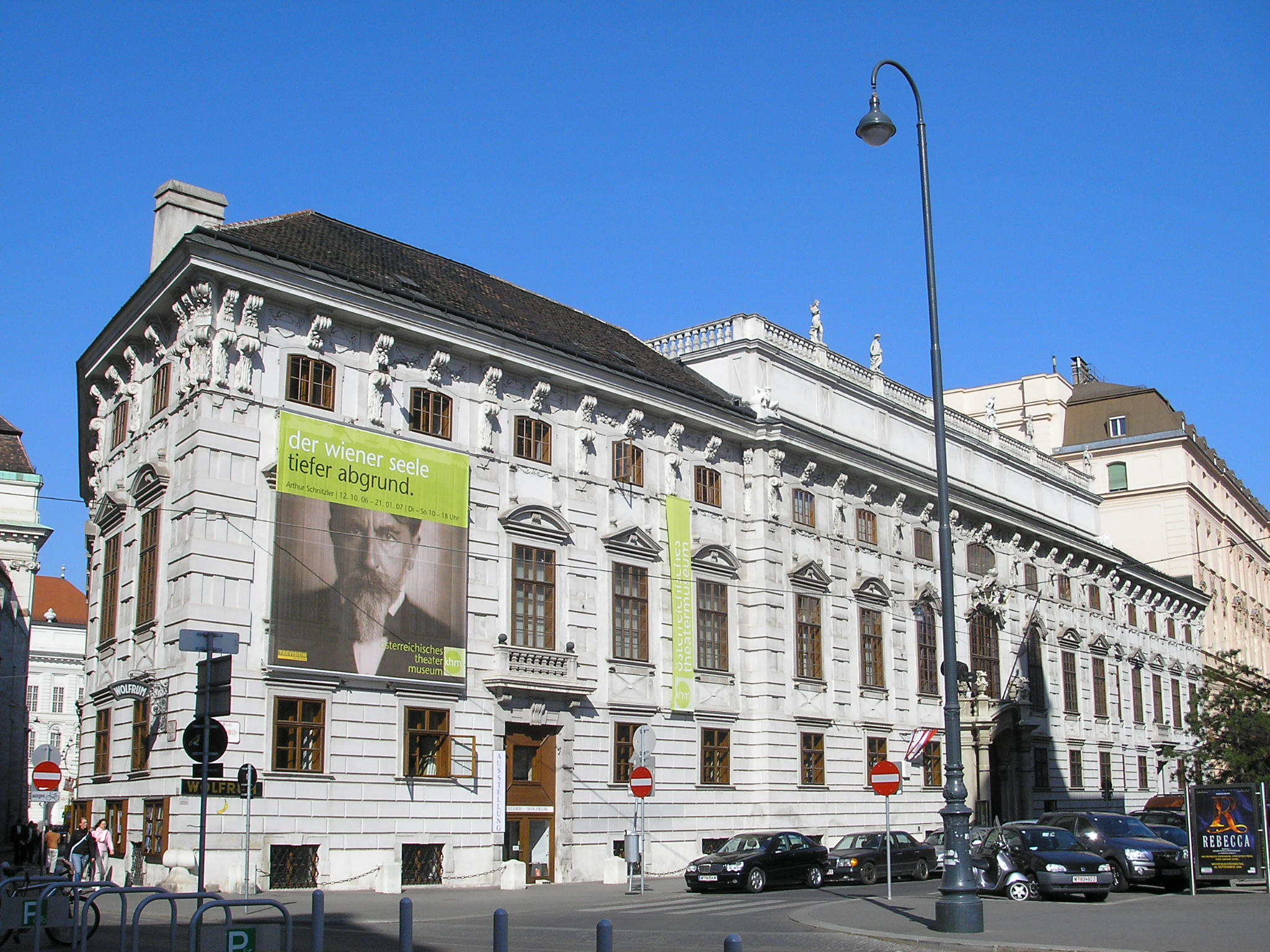
Das Palais Lobkowitz heute

Das Palais Lobkowitz (auch: Palais Dietrichstein-Lobkowitz) ist ein barockes Palais im 1. Wiener Gemeindebezirk Innere Stadt. Es steht am nach ihm benannten Lobkowitzplatz und zählt zu den ältesten Palastbauten Wiens. Das Palais ist der erste bedeutende barocke Stadtpalast nach der Zweiten Türkenbelagerung, als der Adel sein Geld nicht mehr nur für militärische Zwecke investieren musste.
Die Fassade des Palais ist, anders als sein Inneres, noch weitgehend in ihrem ursprünglichen Zustand aus der Erbauungszeit erhalten.

## Geschichte

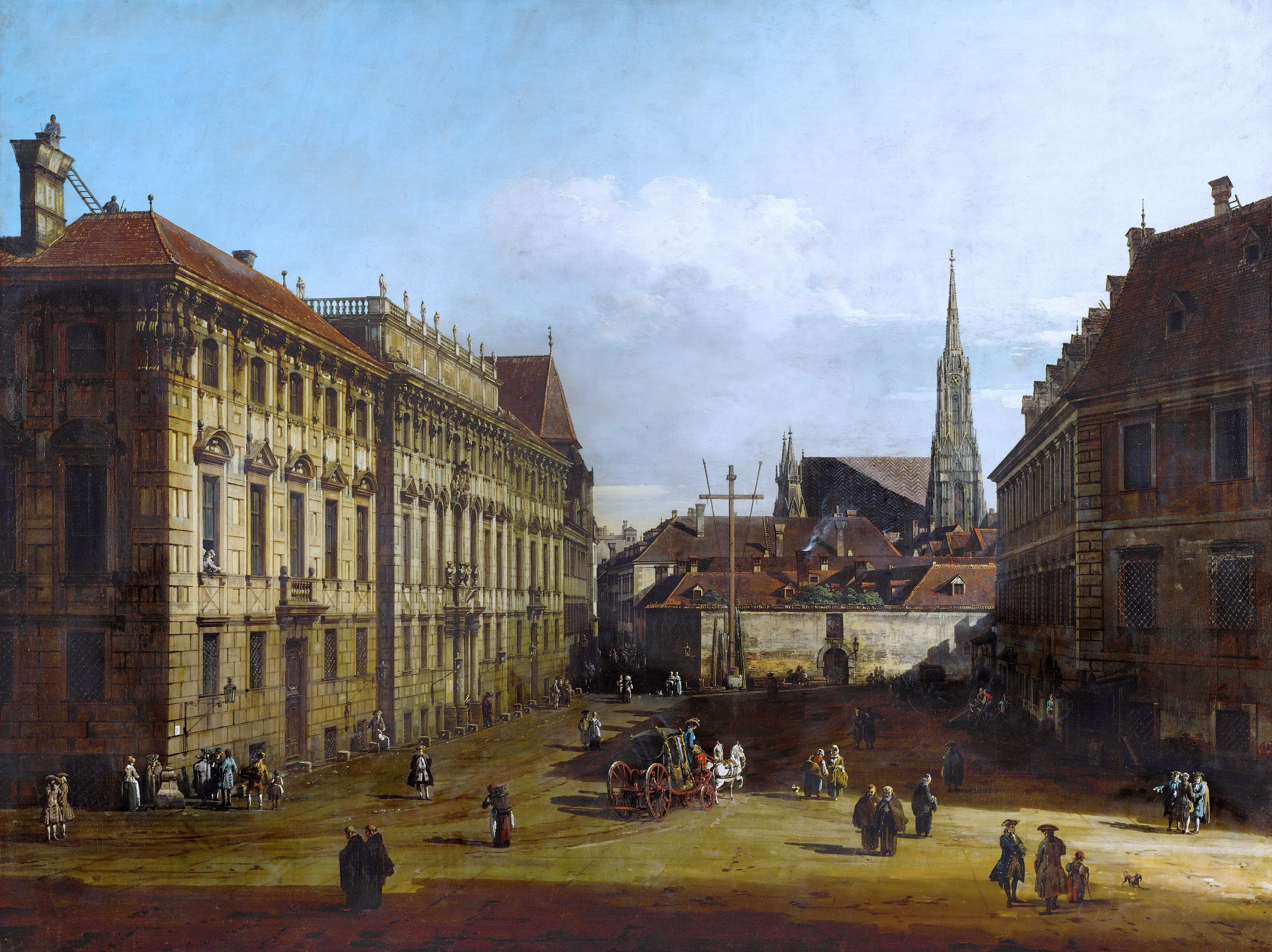
Das Palais Lobkowitz (links) um 1760, gemalt von Canaletto

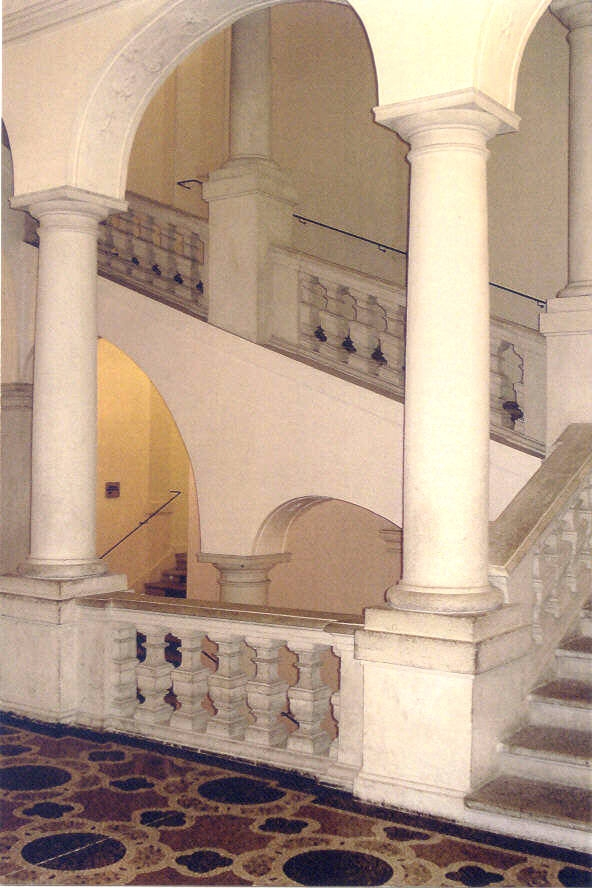
Stiegenhaus

Der heutige Lobkowitzplatz hieß bis 1716 Schweinemarkt, da hier bis Ende des 17. Jahrhunderts der Wiener „Saumarkt“ abgehalten wurde. Hier befand sich zur damaligen Zeit auch eine der Wiener Hinrichtungsstätten.
Das ursprüngliche Haus an der Stelle des heutigen Palais wurde im Jahre 1685 von dem Freiherren Johann Franz Leopold Colonna von Fels an den kaiserlichen Oberststallmeister Philipp Sigmund Graf von Dietrichstein verkauft. Der Graf kaufte auch das benachbarte Badehaus und ließ beide Gebäude abreißen. 1685 bis 1687 ließ er dann das heutige Palais durch Giovanni Pietro Tencalla erbauen. Steinmetzmeister Ambrosius Regondi aus Kaisersteinbruch lieferte harten Kaiserstein für die Stufen der Hauptstiege.
Die Familie Dietrichstein gab später auch mehrere Umbauten des Palais in Auftrag. 1709 fand Johann Bernhard Fischer von Erlach für das Hauptportal eine in Wien einzigartige Lösung, es wurde mit einem reich verzierten, dreidimensionalen Diadembogen überwölbt. Diese Steinmetzarbeiten wurden von Giovanni Battista Passerini und Elias Hügel aus Kaisersteinbruch durchgeführt. Auch Fischer von Erlachs Sohn Joseph Emanuel erhielt einen Auftrag.
Nach mehrmaligen Besitzerwechseln (darunter Graf Wenzel Gallas) wurde das Palais 1745 von Fürst Ferdinand Philipp von Lobkowitz gekauft. Das Palais war von da an bis zum Jahr 1980 im Besitz der Familie Lobkowitz.
Um die Wende zum 19. Jahrhundert war Ludwig van Beethoven oft zu Gast im Palais, da der damalige Besitzer Franz Joseph Maximilian von Lobkowitz ein wichtiger Gönner des Komponisten war. Beethoven widmete ihm seine 3. Sinfonie (ursprünglich Napoleon zugeeignet und deshalb „Eroica“ genannt). Am 9. Juni 1804 wurde sie im Festsaal des Palais (der später „Eroica-Saal“ genannt wurde) unter Leitung Beethovens uraufgeführt. Auch Beethovens 4. Sinfonie hatte hier ihre Uraufführung im März 1807.
Der tschechische Geiger und Komponist Vaclav Pichl erlitt am 23. Januar 1805 einen tödlichen Schlaganfall, als er in diesem Festsaal ein Violinkonzert spielte.
Nach zwei Konzerten in der Winterreitschule der Wiener Hofburg am 29. November und 3. Dezember 1812 gründeten Musikfreunde eine Gesellschaft der Musikfreunde (heute weltweit als Wiener Musikverein bekannt). Im Palais Lobkowitz lag die Liste auf, in die sich an der Gründungsmitgliedschaft Interessierte eintragen konnten. Der erste Sitz der Gesellschaft befand sich im Palais.
Zur Zeit des Wiener Kongresses vm 18. September bis zum 9. Juni 1815 wurden im Palais zahlreiche Feste und Bälle abgehalten. Um die Mitte des 19. Jahrhunderts verlegte die Familie Lobkowitz ihren Hauptsitz ins Stammschloss Raudnitz nördlich von Prag und gab das Wiener Palais zur Vermietung frei.
1869 bis 1909 wurde das Haus als französische Botschaft genützt. 1919 bis 1938 war hier die tschechoslowakische Gesandtschaft untergebracht, 1939 bis 1945 (nach Adaptierung durch Josef Hoffmann) das „Haus der Mode“. Nach Ende des Zweiten Weltkriegs wurde das Haus als Sitz des Wiener Institut français genutzt. 1980 wurde das Palais schließlich vom Staat angekauft und wird seit 1991, nach umfassender Renovierung, als Österreichisches Theatermuseum (im Verband der Wissenschaftlichen Anstalt Kunsthistorisches Museum Wien) genutzt.

Ansichten des Palais Lobkowitz
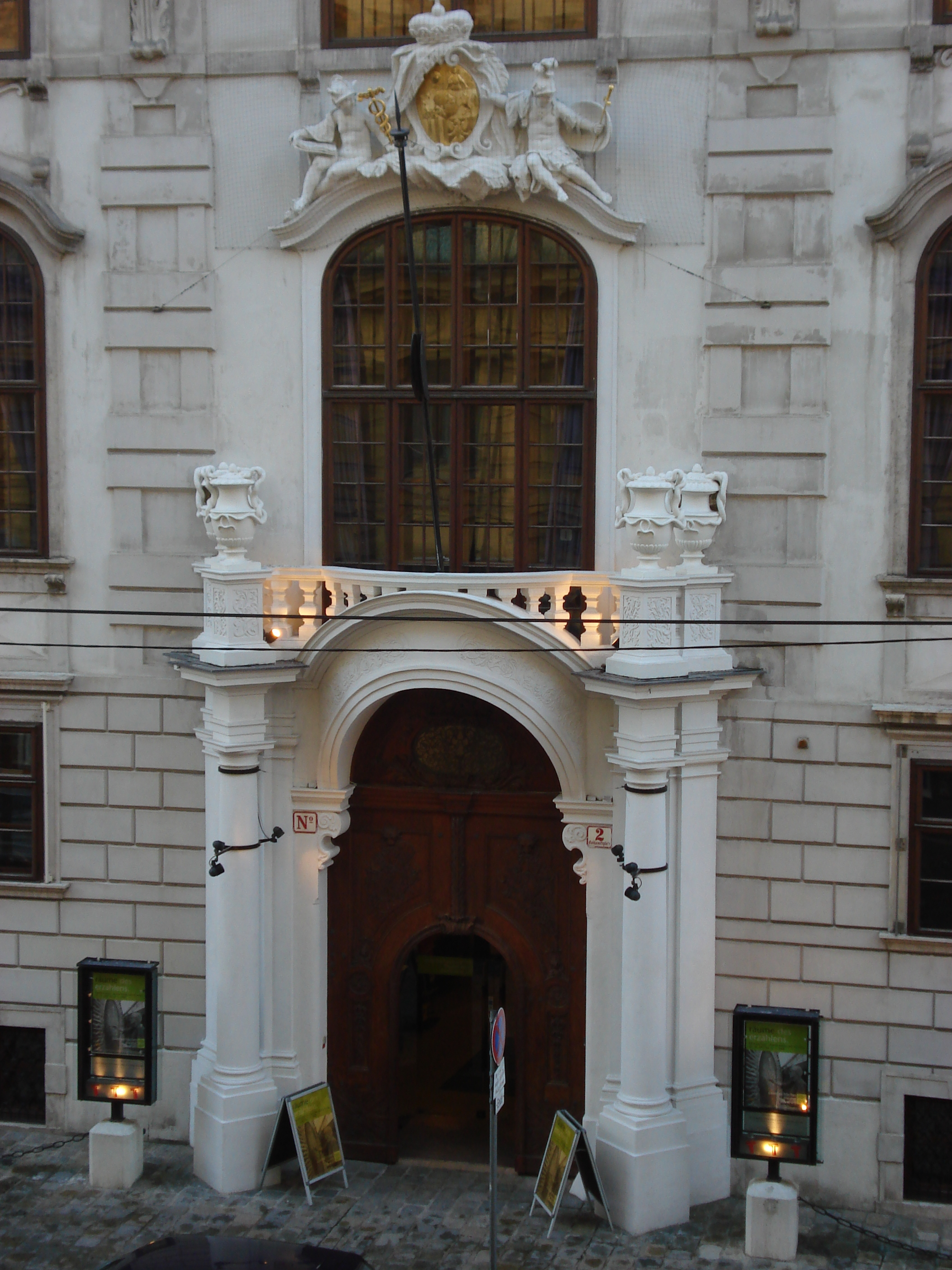
Portal von Fischer von Erlach
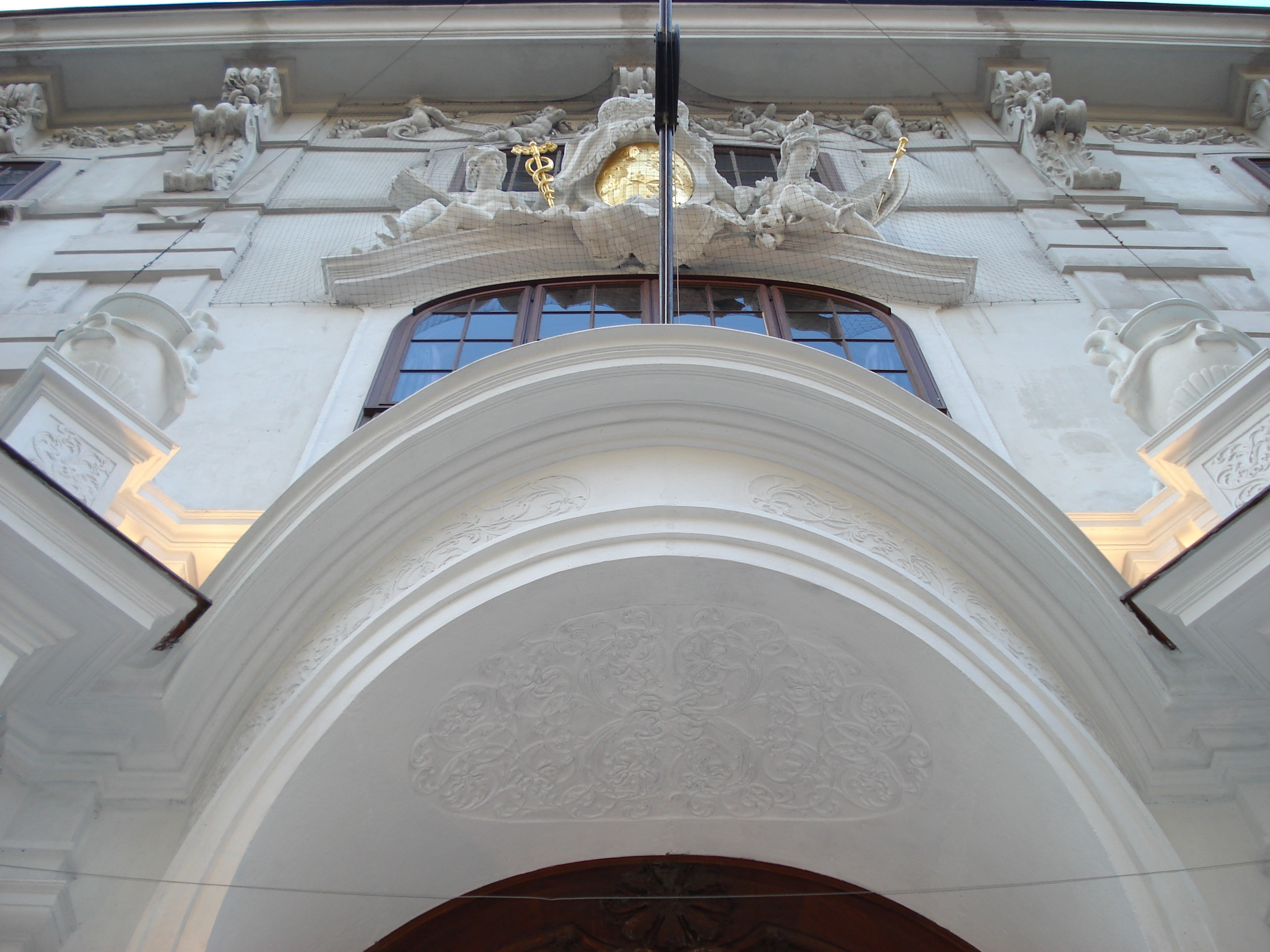
Detail des Portales
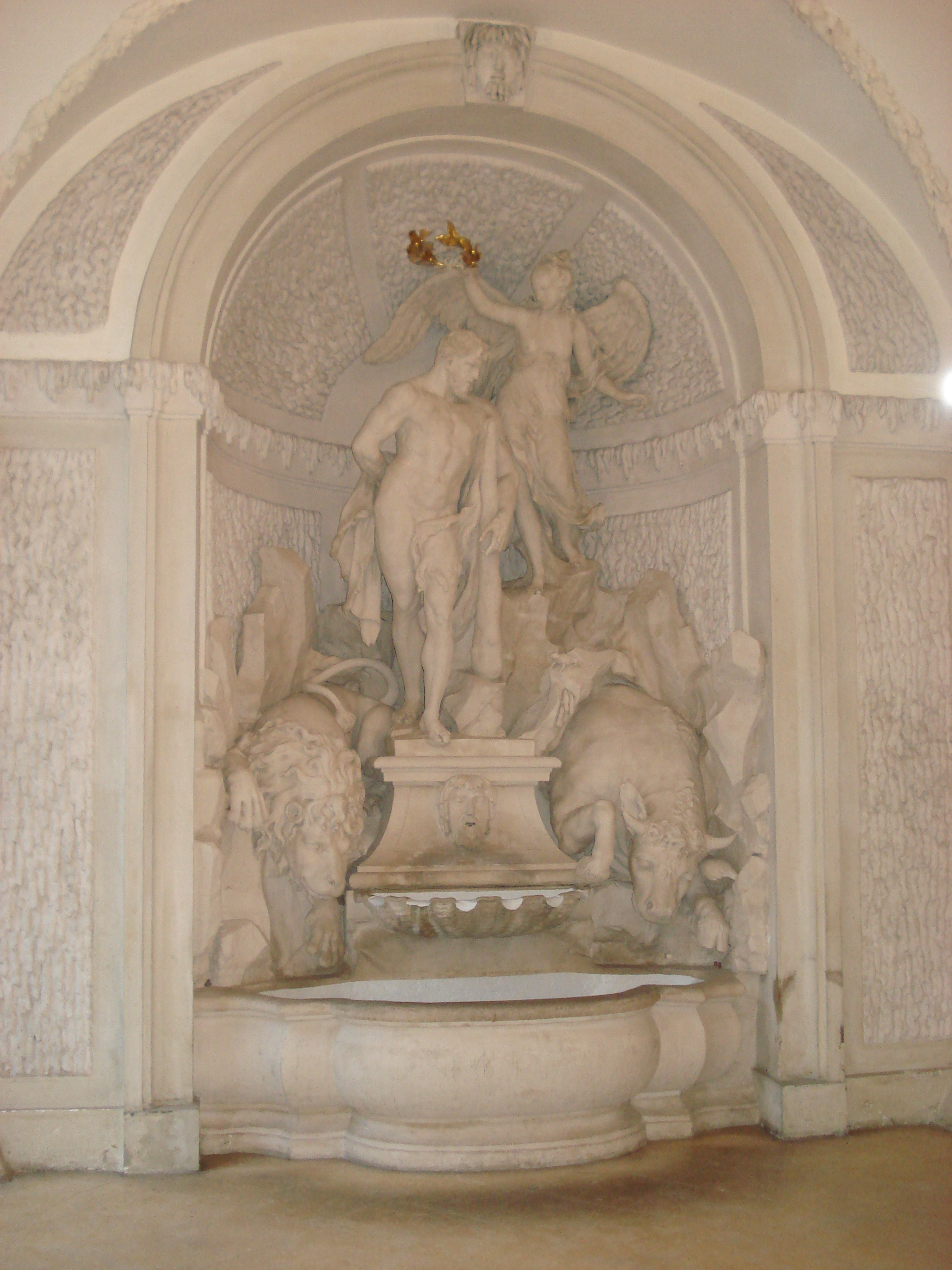
Herkulesbrunnen
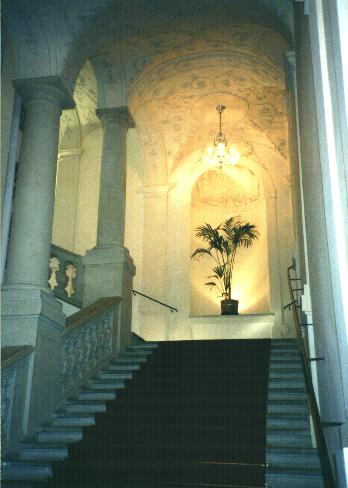
Stiege